# 640 v. Chr.
Portal Geschichte | Portal Biografien | Aktuelle Ereignisse | Jahreskalender | Tagesartikel

◄ |
8. Jahrhundert v. Chr. |
7. Jahrhundert v. Chr. |
6. Jahrhundert v. Chr. |
►

◄ | 660er v. Chr. | 650er v. Chr. | 640er v. Chr. | 630er v. Chr. |
620er v. Chr. |
►

◄◄ | ◄ | 643 v. Chr. | 642 v. Chr. | 641 v. Chr. | 640 v. Chr. |
639 v. Chr. |
638 v. Chr. |
637 v. Chr. |
► |
►►

## Ereignisse
- Kylon aus Athen wird Olympiasieger im Diaulos.
- Ancus Marcius wird zum König (rex) von Rom gewählt.

## Geboren
- um 640 v. Chr.: Solon, athenischer Staatsmann und Lyriker, einer der sieben Weisen Griechenlands († um 560 v. Chr.)

## Gestorben
- Tullus Hostilius, sagenhafter dritter König von Rom (* um 710 v. Chr.)